# Dactylorhiza elata
Dactylorhiza elata es una especie de orquídea de hábito terrestre de la subfamilia Orchidoideae. Es natural del oeste de Europa y norte de África.

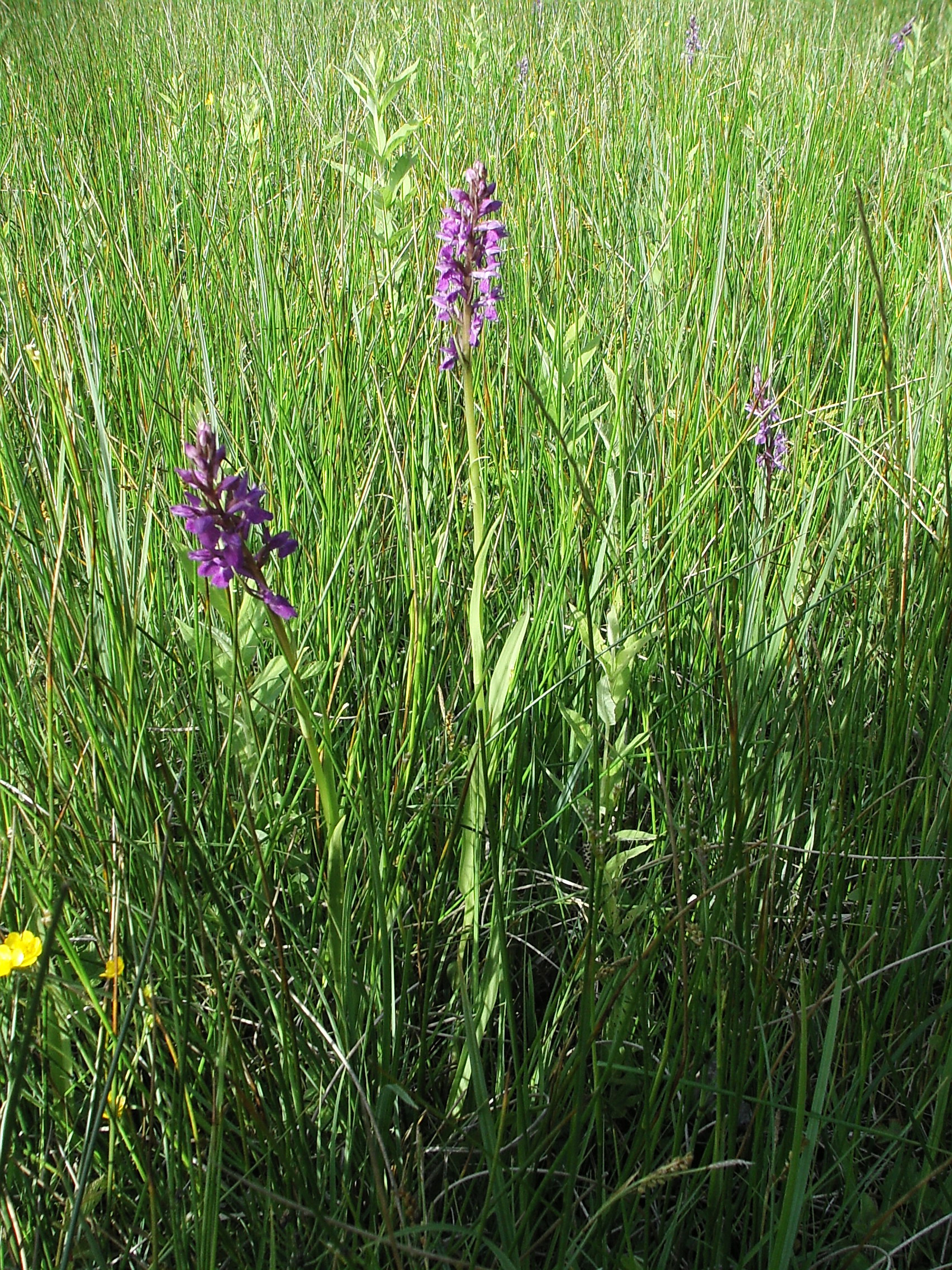
Dactylorhiza elata
Francia - Dordogne

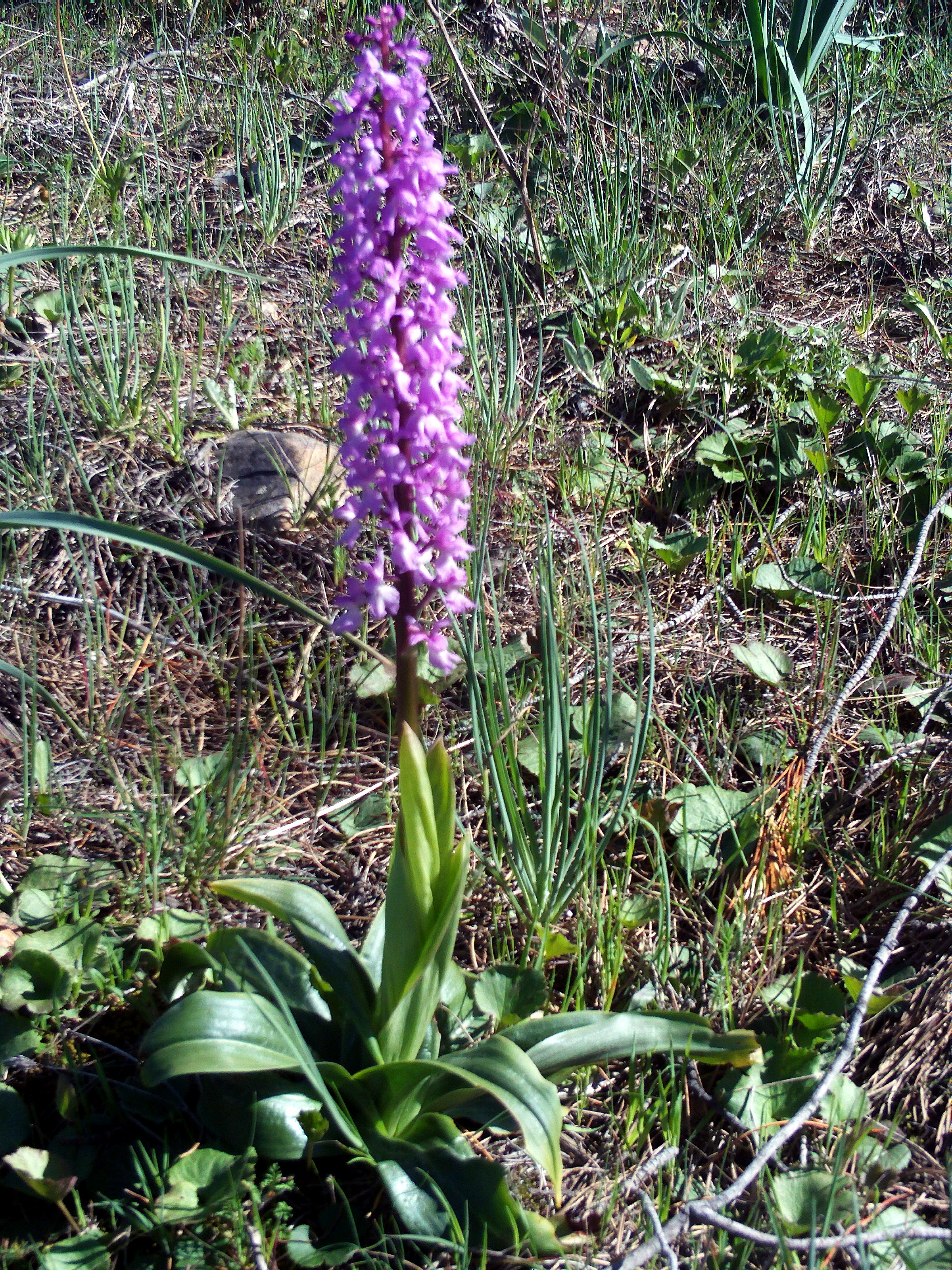
Vista de la planta en España

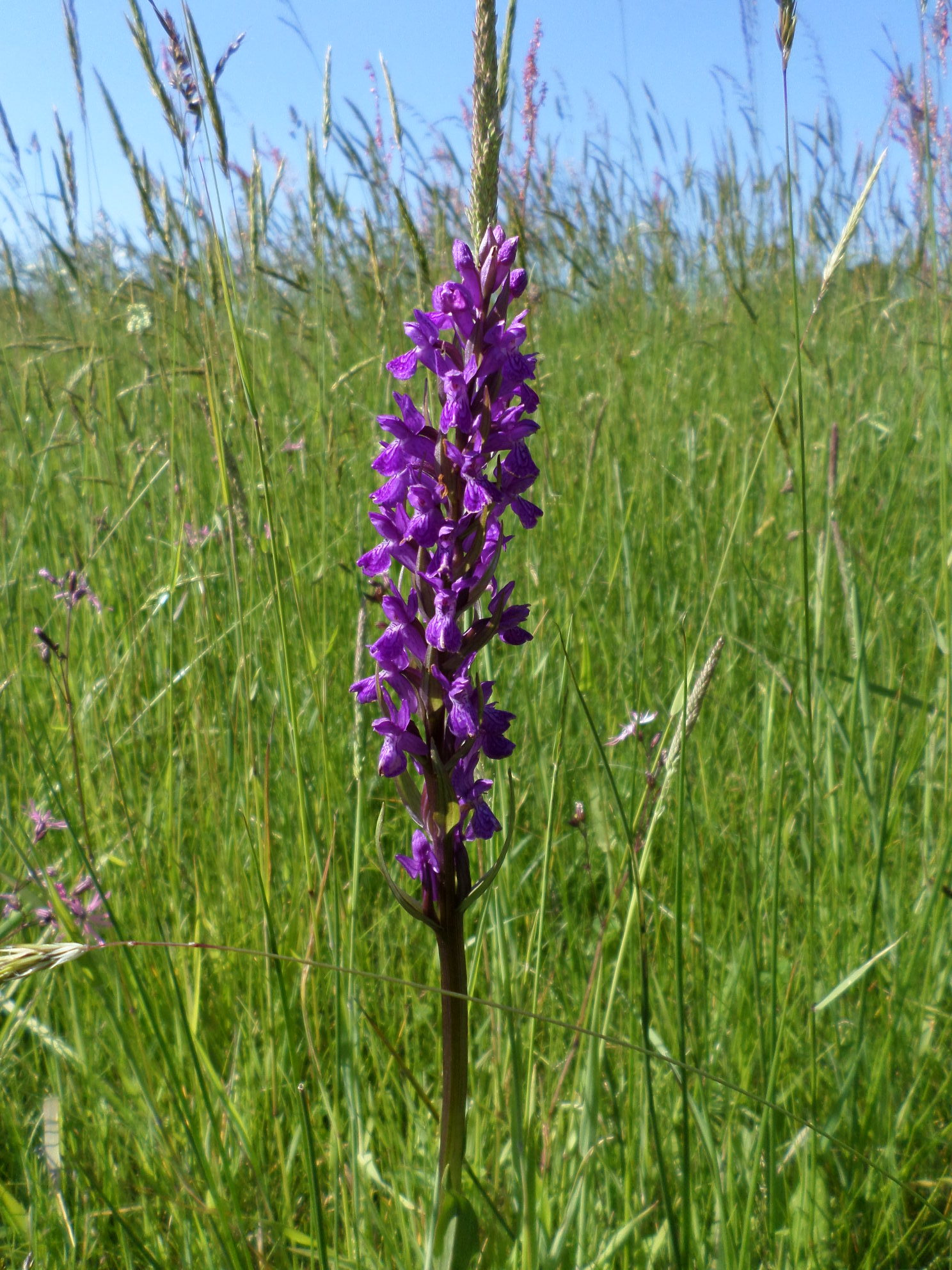
Inflorescencia

## Descripción
Es una orquídea terrestre de tamaño medio, que prefiere clima fresco. Presenta  de 5 a 10 hojas caulinares, aovado-lanceoladas, rara vez ligeramente manchada. La  inflorescencia en un racimo terminal, erecto, de 16 a 32 cm de largo, que lleva de 30 a 120 flores. Florece hacia fines de primavera y principios del verano.

## Distribución y hábitat
Se distribuye por Portugal, España, Francia, Córcega, Cerdeña, Argelia, Marruecos y Túnez en pantanos y prados húmedos en elevaciones de hasta 2500 m s. n. m.

## Taxonomía
Dactylorhiza elata fue descrita por (Poir.) Soó y publicado en Nom. Nova Gen. Dactylorhiza 7. 1962.
Etimología
Dactylorhiza: nombre genérico que procede de las palabras griegas: "daktylos" (dedo) y "rhiza" (raíz). Esto es por la forma de los dos  tubérculos subterráneos que caracteriza a las especies del género.
elata: epíteto latíno que significa "alta"
Variedad aceptada
- Dactylorhiza elata subsp. sesquipedalis (Willd.) Soó

Sinonimia
- Orchis elata Poir. (1789) (Basónimo)
- Dactylorchis durandii (Boiss. & Reut.) Verm. 1962;
- Dactylorchis elata (Poir.) Verm. 1947;
- Dactylorchis sesquipedalis (Willd.) Verm. 1947;
- Dactylorhiza durandii (Boiss. & Reut.) Aver 1984;
- Dactylorhiza durandii (Boissier & Reuter) M. Lainz. 1971;
- Dactylorhiza elata f. leucantha (Maire & Weiller) Raynaud 1985;
- Dactylorhiza elata f. pallida (Maire & Weiller) Raynaud 1985;
- Dactylorhiza elata f. peltieri (Soó) Raynaud 1985;
- Dactylorhiza elata f. speciosissima (Soó) Raynaud 1985;
- Dactylorhiza elata subsp. durandii (Boiss. & Reut.) Molero Mesa & Pérez. 1987
- Dactylorhiza elata subvar. maroccanica (Soó) Raynaud 1985;
- Dactylorhiza elata subvar. speciosissima (Soó) Raynaud 1985;
- Dactylorhiza elata subvar. stephensonii (Maire & Weiller) Raynaud 1985;
- Dactylorhiza elata var. durandii (Boiss. & Reut.) Landwehr 1977;
- Dactylorhiza elata var. elongata (Maire) Raynaud 1985; ;
- Dactylorchis munbyana (Boiss. & Reut.) Verm. 1947;
- Dactylorhiza elata subsp. durandii (Boissier & Reuter) Soó ?;
- Dactylorhiza elata subsp. munbyana (Boissier & Reuter) Soó ?;
- Dactylorhiza elata subvar. munbyana (Boiss. & Reut.) Raynaud 1985;
- Dactylorhiza elata var. munbyana (Boiss. & Reut.) Soó 1962;
- Dactylorhiza incarnata subsp. africana (Klinge) H.Sund. 1980;
- Dactylorhiza incarnata subsp. elata (Poir.) H.Sund. 1975;
- Dactylorhiza munbyana (Boissier & Reuter) Holub 1984;
- Dactylorhiza vestita (Cav. ex Lag. & Rodr.) Aver. 1986;
- Orchidactyla kabyliensis (G.Keller) Aver. 1986;
- Orchis africana Klinge 1898;
- Orchis durandii Boissier & Reuter 1852;
- Orchis elata Poiret 1833;
- Orchis elata f. elongata (Maire) Soó 1933;
- Orchis elata f. leucantha Maire & Weiller 1959;
- Orchis elata f. mairei Soó 1933;
- Orchis elata f. pallida Maire & Weiller 1959;
- Orchis elata f. peltieri Soó 1933;
- Orchis elata f. speciosissima Soó 1933;
- Orchis elata subsp. durandii (Boiss. & Reut.) Soó 1927;
- Orchis elata subsp. munbyana (Boiss. & Reut.) E.G.Camus 1928;
- Orchis elata subvar. durandiana Maire & Weiller 1959;
- Orchis elata subvar. stephensonii Maire & Weiller 1959;
- Orchis elata var. algerica (Rchb.) Maire & Weiller 1959;
- Orchis elata var. elongata Maire 1931;
- Orchis elata var. munbyana (Boiss. & Reut.) Soó 1933;
- Orchis elata var. poiretiana Maire & Weiller 1959;
- Orchis incarnata var. algerica Desf. 1799;
- Orchis incarnata var. algerica Rchb. 1851;
- Orchis incarnata var. xauensis Pau & Font Quer 1929;
- Orchis kabyliensis G.Keller 1933;
- Orchis kabyliensis var. rassautae Alleiz. in ?;
- Orchis latifolia var. elatior Batt. & Trab. 1884;
- Orchis latifolia var. munbyana (Boiss. & Reut.) Batt. 1884;
- Orchis munbyana Boissier & Reuter 1852;
- Orchis orientalis subsp. africana Klinge 1898;
- Orchis rassautae (Alleiz.) Alleiz. 1962;
- Orchis vestita Cav. ex Lag. & Rodr. 1803[4]